# Андогский (посёлок)
Андогский — посёлок в Череповецком районе Вологодской области.
Входит в состав Нелазского сельского поселения, с точки зрения административно-территориального деления — в Нелазский сельсовет.
Расстояние по автодороге до районного центра Череповца — 48 км, до центра муниципального образования Шулмы — 12 км. Ближайшие населённые пункты — Владимировка, Кривец, Михайлово.

## История
В 1966 г. указом президиума ВС РСФСР поселок фабрики имени 7-й годовщины Октября переименован в Андогский.

## Население
| 2010 |
| ---- |
| 297  |